# Ashton Baumann
Ashton Baumann (Southport, 5 januari 1993) is een in Australië geboren Canadese zwemmer. Zijn vader, Alex Baumann, won op de Olympische Zomerspelen 1984 in Los Angeles goud op de 200 en de 400 meter wisselslag.

## Carrière
Bij zijn internationale debuut, op de Pan-Amerikaanse Spelen 2011 in Guadalajara, eindigde Baumann als zevende op de 200 meter schoolslag.
Op de wereldkampioenschappen zwemmen 2013 in Barcelona werd de Canadees uitgeschakeld in de series van de 200 meter schoolslag.

## Internationale toernooien
| Jaar | Olympische Spelen | WK langebaan        | WK kortebaan  | PanPacs       | Gemenebestspelen | Pan-Ams            |
| ---- | ----------------- | ------------------- | ------------- | ------------- | ---------------- | ------------------ |
| 2011 |                   | geen deelname       |               |               |                  | 7e 200m schoolslag |
| 2012 | geen deelname     |                     | geen deelname |               |                  |                    |
| 2013 |                   | 24e 200m schoolslag |               |               |                  |                    |
| 2014 |                   |                     | geen deelname | geen deelname | geen deelname    |                    |
| 2015 |                   | geen deelname       |               |               |                  | geen deelname      |

## Persoonlijke records
Bijgewerkt tot en met 7 april 2016
Kortebaan
| Afstand         | Tijd    | Datum            | Plaats |
| --------------- | ------- | ---------------- | ------ |
| 100m schoolslag | 59,33   | 27 november 2015 | Sydney |
| 200m schoolslag | 2.07,78 | 28 november 2015 | Sydney |

Langebaan
| Afstand         | Tijd    | Datum        | Plaats  |
| --------------- | ------- | ------------ | ------- |
| 100m schoolslag | 1.01,08 | 5 april 2016 | Toronto |
| 200m schoolslag | 2.10,69 | 7 april 2016 | Toronto |